# Lion-devant-Dun
 Lion-devant-Dun  là một xã thuộc tỉnh Meuse trong vùng Grand Est đông nam nước Pháp. Xã này nằm ở khu vực có độ cao trung bình 179 mét trên mực nước biển.